# Melig kusttakmos
Melig kusttakmos (Ramalina subfarinacea) is een soort korstmos uit het geslacht takmos (Ramalina).

## Determinatie
Melig kusttakmos is struikvormig en soredieus.

## Ecologie
De soort groeit op steen. Het leeft in mutualistische symbiose met alg Trebouxioid.

### Syntaxonomie
In de syntaxonomie staat melig kusttakmos te boek als kensoort voor de associatie van gewoon kusttakmos (Ramalinetum siliquosae).

## Verspreiding
In Nederland komt melig kusttakmos zeer zeldzaam voor. Het staat op de rode lijst in de categorie 'Ernstig gevoelig'. In Nederland zijn slechts twee vindplaatsen bekend, te weten Terschelling en Rottumerplaat.